# Goyo Jiménez
Gregorio Jiménez Tornero alias Goyo Jiménez (né à Melilla le 31 janvier 1970) est un acteur, scénariste et humoriste espagnol connu par ses performances stand-up.

## Biographie
Il passe son enfance à Albacete et étudie le droit à l'université de Castille-La Manche et le théâtre à l'Académie royale supérieure d'art dramatique de Madrid.
Il commence comme acteur de théâtre pendant son adolescence avec des compagnies locales, sa propre compagnie ou d'autres compagnies théâtrales comme La Fura dels Baus, Teatro Capitano ou Teatro Fénix.

## Filmographie
- Clara no es nombre de mujer (2010)
- Torrente 4: Lethal Crisis (Crisis Letal) (2011)
- El pregón (2016)

### TV
- El club de la comedia (1999, 2011)
- Nuevos cómicos (2000)
- Esto no es serio (2001)
- La hora chanante (2002)
- UHF (2004)
- 59 segundos (2004)
- Splunge (2005)
- Zulú bingo (2005)
- El club de Flo (2006-2007)
- Tres en raya (2006)
- Los irrepetibles (2006-2007)
- 9 de cada 10 (2008)
- Espejo público (2008)
- La hora de José Mota (2009-2010)
- Pánico en el plató (2010)
- Con hache de Eva (2011)
- Psicodriving (2012-2013)
- Se hace saber (2013-2014)
- Zapeando (2014-2015)
- Órbita Laika (2016-2019)
- Samanta y... (2017)
- Código final (2018-2019)